# Esbjörn
Mansnamnet Esbjörn är ett nordiskt namn sammansatt av ordet as, som betyder "gud", och björn. Det är en variant av det fornnordiska Asbjörn. Den danska formen är Esben, den norska Espen. En engelsk form av namnet är det från göteborgsvitsarna kända Osborn.
Namnet har aldrig varit speciellt vanligt. Under senare halvan av 1900-talet har i genomsnitt endast cirka 5-10 personer om året fått namnet som tilltalsnamn. 31 december 2019 fanns det totalt 1643 personer i Sverige med namnet, varav 498 med det som tilltalsnamn. År 2003 fick 6 pojkar namnet, varav 1 fick det som tilltalsnamn.
Namnsdag: 10 maj, (1993-2000: 12 juni).

## Personer med namnet Esbjörn
- Esbjörn Blåpanna ingick i en krets av lågadliga i Södermanland som var motståndare till kung Albrekt av Mecklenburg.
- Esbjörn Esbjörnsson, f.d. byråchef i rikspolisstyrelsen
- Esbjörn Hagberg, biskop
- Esbjörn Jorsäter, tecknare
- Esbjörn Pedersson Lilliehöök (död 1580), ståthållare
- Esbjörn Svensson, jazzpianist och kompositör
- Esbjörn Öhrwall, gitarrist